# Avanos (district)
Avanos is een Turks district in de provincie Nevşehir en telt 35.120 inwoners (2007). Het district heeft een oppervlakte van 993,5 km². Hoofdplaats is Avanos.
De bevolkingsontwikkeling van het district is weergegeven in onderstaande tabel.

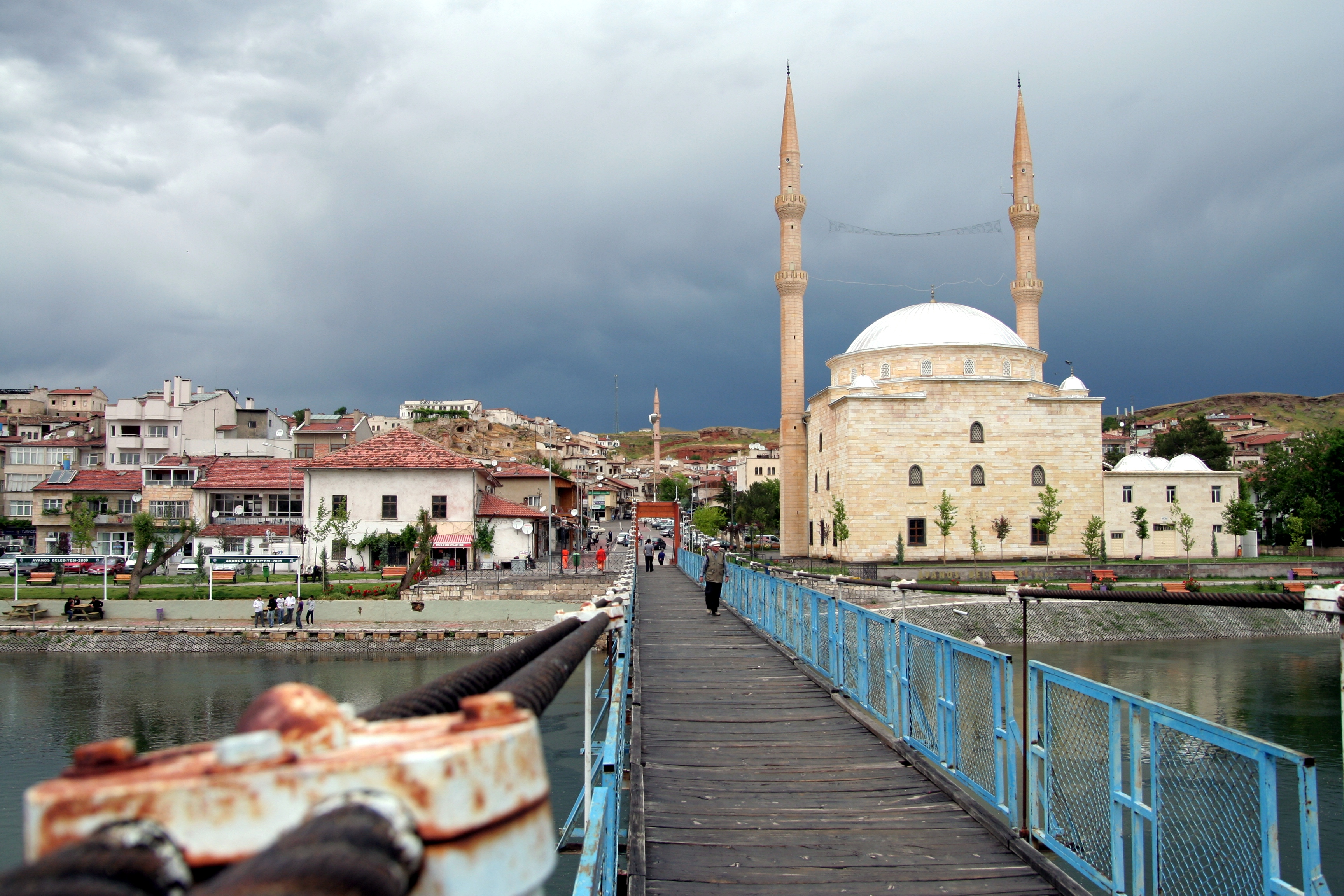
Het centrum van Avanos

| 1997   | 2000   | 2007   |
| ------ | ------ | ------ |
| 55.313 | 43.131 | 35.120 |